# 美國國家男子籃球隊
美國國家男子籃球隊是代表美国参加各种国际篮球赛事的球队，现有的昵称是梦之队（Dream Team）。狭义的“梦之队”是人们对在巴塞罗那举行的第二十五屆奧運會上夺得金牌的美国男子篮球队的称呼。这支球队因为囊括了当时NBA几乎所有的顶尖篮球员而被人们看作是最强大的篮球队。
而广义上的“梦之队”则是指1994年以後，歷屆由NBA職業球員為骨幹所組成的美國男子籃球代表隊。其中，1992年的初代夢幻隊被公認為是「最佳的夢幻隊」。第二支「梦之队」在1994年世界篮球锦标赛上夺取了冠军。而在1996年奥运会和2003年美洲區資格賽上都拿到了金牌。虽然人们用梦之队称呼之后几乎历届美国男篮，不过参加2002年世界篮球锦标赛和2004年奥运会的美国队的表现（分别只获得第六和季军）难以担负得起这一称号。2004年在奥运会上拿到季军的美国男篮在此前的奥运决赛比赛中一共输掉了3场，这比之前历届美国奥运代表队在一个奥运周期裡输掉的比赛都要多。这也是自从NBA球员进入美国男篮以来，他们第一次没有在奥运会上获得金牌。

## 历史
篮球在1936年柏林奥运会上成为正式的比赛项目。决赛中，美国队战胜加拿大队，取得奥运会第一块篮球金牌。
在此之後美國隊一直取得金牌，直到1972年首次未獲得金牌，1972年夏季奧林匹克運動會籃球比賽是奧林匹克運動會歷史上最具爭議性的決賽之一。比賽的最後時刻，蘇聯隊的底線球被擋出，美國隊以50比49領先時，一位坐在看台上的奧運會官員推翻了裁判的決定並要求給予蘇聯隊額外的兩秒鐘時間。隨後，蘇聯隊的投籃被擋出，美國隊開始慶祝勝利。然而，該官員要求了第三次機會，蘇聯隊藉此次機會勝出。美國隊對此提出抗議，但遭到駁回。美國隊始終拒絕領取這次比賽的銀牌。
1980年美國為了抵制蘇聯而未參與奧運。而在1988年美國隊第二次未獲得金牌，僅獲得銅牌，並且因再度輸給了蘇聯國家男子籃球隊，因而再爾後催生了夢幻隊的產生。

## 各賽事歷年戰績

### 奥林匹克运动会
| 奥林匹克运动会比賽記錄 | 奥林匹克运动会比賽記錄         | 奥林匹克运动会比賽記錄         | 奥林匹克运动会比賽記錄         | 奥林匹克运动会比賽記錄         | 奥林匹克运动会比賽記錄         | 奥林匹克运动会比賽記錄         | 奥林匹克运动会比賽記錄         | 主教練       |
| 年份                   | 成績                           | 賽                             | 勝                             | 負                             | 得                             | 失                             | 差                             | 主教練       |
| ---------------------- | ------------------------------ | ------------------------------ | ------------------------------ | ------------------------------ | ------------------------------ | ------------------------------ | ------------------------------ | ------------ |
| 1936年                 | 金牌                           | 51                             | 5                              | 0                              | 154                            | 69                             | +85                            | 尼德爾斯     |
| 1948年                 | 金牌                           | 8                              | 8                              | 0                              | 524                            | 256                            | +268                           | 白朗寧       |
| 1952年                 | 金牌                           | 8                              | 8                              | 0                              | 562                            | 406                            | +156                           | 沃姆伯       |
| 1956年                 | 金牌                           | 8                              | 8                              | 0                              | 793                            | 365                            | +428                           | 塔克         |
| 1960年                 | 金牌                           | 8                              | 8                              | 0                              | 815                            | 476                            | +339                           | 纽厄尔       |
| 1964年                 | 金牌                           | 9                              | 9                              | 0                              | 704                            | 434                            | +270                           | 埃巴         |
| 1968年                 | 金牌                           | 9                              | 9                              | 0                              | 739                            | 505                            | +234                           | 埃巴         |
| 1972年                 | 銀牌                           | 9                              | 8                              | 1                              | 660                            | 401                            | +259                           | 埃巴         |
| 1976年                 | 金牌                           | 72                             | 7                              | 0                              | 586                            | 500                            | +86                            | 史密夫       |
| 1980年                 | 原本有資格衛冕冠軍，但退出賽事 | 原本有資格衛冕冠軍，但退出賽事 | 原本有資格衛冕冠軍，但退出賽事 | 原本有資格衛冕冠軍，但退出賽事 | 原本有資格衛冕冠軍，但退出賽事 | 原本有資格衛冕冠軍，但退出賽事 | 原本有資格衛冕冠軍，但退出賽事 | 加維特       |
| 1984年                 | 金牌                           | 8                              | 8                              | 0                              | 763                            | 506                            | +257                           | 奈特         |
| 1988年                 | 銅牌                           | 8                              | 7                              | 1                              | 733                            | 490                            | +243                           | 湯普森       |
| 1992年                 | 金牌                           | 8                              | 8                              | 0                              | 938                            | 588                            | +350                           | 戴利         |
| 1996年                 | 金牌                           | 8                              | 8                              | 0                              | 816                            | 562                            | +254                           | 威尔肯斯     |
| 2000年                 | 金牌                           | 8                              | 8                              | 0                              | 760                            | 587                            | +173                           | 汤姆贾诺维奇 |
| 2004年                 | 銅牌                           | 8                              | 5                              | 3                              | 705                            | 668                            | +37                            | 布朗         |
| 2008年                 | 金牌                           | 8                              | 8                              | 0                              | 850                            | 627                            | +223                           | 沙舍夫斯基   |
| 2012年                 | 金牌                           | 8                              | 8                              | 0                              | 924                            | 667                            | +257                           | 沙舍夫斯基   |
| 2016年                 | 金牌                           | 8                              | 8                              | 0                              | 807                            | 627                            | +180                           | 沙舍夫斯基   |
| 2020年                 | 金牌                           | 6                              | 5                              | 1                              | 594                            | 474                            | +120                           | 波波维奇     |
| 2024年                 | 金牌                           | 6                              | 6                              | 0                              | 632                            | 518                            | +114                           | 史蒂夫·科尔  |
| 總計                   | 17次冠軍                       | 155                            | 149                            | 6                              | 14059                          | 9726                           | +4333                          |              |

註記：
- ^1  - 由於西班牙内战的爆發，美國的第一個對手西班牙沒有出現在比賽中。美國隊以 2-0 的比分獲勝。
- ^2  - 由於1976年夏季奧運會遭到非洲國家的大規模抵制，埃及退出了1976年的奧運會。美國隊以 2-0 的比分獲勝。

### 世界盃籃球賽
| 世界盃籃球賽比賽記錄 | 世界盃籃球賽比賽記錄 | 世界盃籃球賽比賽記錄 | 世界盃籃球賽比賽記錄 | 世界盃籃球賽比賽記錄 | 世界盃籃球賽比賽記錄 | 世界盃籃球賽比賽記錄 | 世界盃籃球賽比賽記錄 | 主教練       |
| 年份                 | 成績                 | 賽                   | 勝                   | 負                   | 得                   | 失                   | 差                   | 主教練       |
| -------------------- | -------------------- | -------------------- | -------------------- | -------------------- | -------------------- | -------------------- | -------------------- | ------------ |
| 1950年               | 亞軍                 | 6                    | 5                    | 1                    | 258                  | 233                  | +25                  | 卡彭特       |
| 1954年               | 冠軍                 | 9                    | 9                    | 0                    | 614                  | 388                  | +226                 | 沃姆伯       |
| 1959年               | 亞軍                 | 9                    | 7                    | 2                    | 641                  | 582                  | +59                  | 班尼特       |
| 1963年               | 第四名               | 9                    | 6                    | 3                    | 754                  | 635                  | +119                 | 平霍爾斯特   |
| 1967年               | 第四名               | 9                    | 7                    | 2                    | 675                  | 583                  | +92                  | 費舍爾       |
| 1970年               | 第五名               | 9                    | 6                    | 3                    | 703                  | 577                  | +126                 | 費舍爾       |
| 1974年               | 季軍                 | 9                    | 8                    | 1                    | 938                  | 758                  | +180                 | 巴托         |
| 1978年               | 第五名               | 10                   | 6                    | 4                    | 908                  | 843                  | +65                  | 奧茨         |
| 1982年               | 亞軍                 | 9                    | 7                    | 2                    | 857                  | 768                  | +89                  | 韋爾特里奇   |
| 1986年               | 冠軍                 | 10                   | 9                    | 1                    | 845                  | 712                  | +133                 | 奧森         |
| 1990年               | 季軍                 | 8                    | 6                    | 2                    | 804                  | 710                  | +94                  | 沙舍夫斯基   |
| 1994年               | 冠軍                 | 8                    | 8                    | 0                    | 961                  | 659                  | +302                 | 尼尔森       |
| 1998年               | 季軍                 | 9                    | 7                    | 2                    | 739                  | 634                  | +105                 | 汤姆贾诺维奇 |
| 2002年               | 第六名               | 9                    | 6                    | 3                    | 832                  | 679                  | +153                 | 卡尔         |
| 2006年               | 季軍                 | 9                    | 8                    | 1                    | 932                  | 748                  | +184                 | 沙舍夫斯基   |
| 2010年               | 冠軍                 | 9                    | 9                    | 0                    | 835                  | 614                  | +221                 | 沙舍夫斯基   |
| 2014年               | 冠軍                 | 9                    | 9                    | 0                    | 941                  | 644                  | +297                 | 沙舍夫斯基   |
| 2019年               | 第七名               | 8                    | 6                    | 2                    | 692                  | 587                  | +105                 | 波波维奇     |
| 2023年               | 第四名               | 8                    | 5                    | 3                    | 836                  | 701                  | +135                 | 科尔         |
| 總計                 | 5次冠軍              | 167                  | 135                  | 32                   | 14665                | 12055                | +26610               |              |

### 美洲盃籃球賽
| 美洲盃籃球賽比賽記錄 | 美洲盃籃球賽比賽記錄 | 美洲盃籃球賽比賽記錄 | 美洲盃籃球賽比賽記錄 | 美洲盃籃球賽比賽記錄 | 美洲盃籃球賽比賽記錄 | 美洲盃籃球賽比賽記錄 | 美洲盃籃球賽比賽記錄 | 主教練     |
| 年份                 | 成績                 | 賽                   | 勝                   | 負                   | 得                   | 失                   | 差                   | 主教練     |
| -------------------- | -------------------- | -------------------- | -------------------- | -------------------- | -------------------- | -------------------- | -------------------- | ---------- |
| 1980年               | 沒有參賽             | 沒有參賽             | 沒有參賽             | 沒有參賽             | 沒有參賽             | 沒有參賽             | 沒有參賽             | 沒有參賽   |
| 1984年               | 沒有參賽             | 沒有參賽             | 沒有參賽             | 沒有參賽             | 沒有參賽             | 沒有參賽             | 沒有參賽             | 沒有參賽   |
| 1988年               | 沒有參賽             | 沒有參賽             | 沒有參賽             | 沒有參賽             | 沒有參賽             | 沒有參賽             | 沒有參賽             | 沒有參賽   |
| 1989年               | 亞軍                 | 8                    | 6                    | 2                    | 776                  | 740                  | +36                  | 克萊明斯   |
| 1992年               | 冠軍                 | 6                    | 6                    | 0                    | 727                  | 418                  | +309                 | 戴利       |
| 1993年               | 冠軍                 | 7                    | 6                    | 1                    | 710                  | 659                  | +51                  | 蒂博       |
| 1995年               | 沒有參賽             | 沒有參賽             | 沒有參賽             | 沒有參賽             | 沒有參賽             | 沒有參賽             | 沒有參賽             | 沒有參賽   |
| 1997年               | 冠軍                 | 9                    | 8                    | 1                    | 845                  | 759                  | +86                  | 麥克霍恩   |
| 1999年               | 冠軍                 | 10                   | 10                   | 0                    | 978                  | 662                  | +316                 | 布朗       |
| 2001年               | 沒有參賽1            | 沒有參賽1            | 沒有參賽1            | 沒有參賽1            | 沒有參賽1            | 沒有參賽1            | 沒有參賽1            | 沒有參賽1  |
| 2003年               | 冠軍                 | 10                   | 10                   | 0                    | 1017                 | 708                  | +309                 | 布朗       |
| 2005年               | 第四名               | 10                   | 4                    | 6                    | 846                  | 850                  | −4                   | 麥克霍恩   |
| 2007年               | 冠軍                 | 10                   | 10                   | 0                    | 1167                 | 772                  | +395                 | 沙舍夫斯基 |
| 2009年               | 沒有參賽             | 沒有參賽             | 沒有參賽             | 沒有參賽             | 沒有參賽             | 沒有參賽             | 沒有參賽             | 沒有參賽   |
| 2011年               | 沒有參賽             | 沒有參賽             | 沒有參賽             | 沒有參賽             | 沒有參賽             | 沒有參賽             | 沒有參賽             | 沒有參賽   |
| 2013年               | 沒有參賽             | 沒有參賽             | 沒有參賽             | 沒有參賽             | 沒有參賽             | 沒有參賽             | 沒有參賽             | 沒有參賽   |
| 2015年               | 沒有參賽             | 沒有參賽             | 沒有參賽             | 沒有參賽             | 沒有參賽             | 沒有參賽             | 沒有參賽             | 沒有參賽   |
| 2017年               | 冠軍                 | 5                    | 5                    | 0                    | 414                  | 316                  | +98                  | 范甘迪     |
| 2022年               | 季軍                 | 6                    | 4                    | 2                    | 498                  | 426                  | +72                  | 傑森       |
| 總計                 | 7次冠軍              | 81                   | 69                   | 12                   | 7,978                | 6,310                | +1,668               |            |

註記：
- ^1  - 由國家初級學院體育協會﹙NJCAA﹚球員代表美國隊參賽2001年美洲籃球錦標賽。因此他們的成績將不會計入至美國男籃的記錄當中。

## 1992年巴塞隆那奥运会
1989年国际篮联（FIBA）更改规则，允许职业球员参加国际篮球赛事。于是在美洲区预选赛中六战全胜之后，歷來第一支網羅眾多NBA明星球員的「梦之队」即作为美国男子篮球代表隊，挺进巴塞罗那奥运会。美国队的主教练是底特律活塞（Detroit Pistons）的查克·戴利（Chuck Daly）。他們阵中拥有極其优秀的一群篮球运动员，陣中有多達六位成員在其職業生涯中曾贏得NBA最有價值球員（Most Valuable Player，MVP）榮銜，團隊戰力驚人。迈克尔·乔丹與克莱德·德雷克斯勒同樣擁有的超強滯空技術、拉里·伯德和克里斯·穆林的精準三分球與罰球、魔术师约翰逊和约翰·斯托克顿的No look pass、加上卡爾·馬龍等體格極其強壯的球員，使夢幻一隊有著最強的稱號，尤其是迈克尔·乔丹，他被NBA官網宣稱為史上最偉大的籃球員。在奥运会上他们以全胜的战绩轻松夺冠，主教练查克·戴利没有叫一次暂停以表示对这批伟大球员的尊重。

### 1992年美洲籃球錦標賽及奧運會球員名單
1. ↑  當名單公佈時，查尔斯·巴克利仍效力费城76人。
2. ↑  當名單公佈時，魔术师约翰逊已經宣佈從職業籃球界退役。

### 1992年美洲籃球錦標賽戰績
| 賽事      | 日期          | 比分   | 對方     | 分差 |
| --------- | ------------- | ------ | -------- | ---- |
| 預賽第1場 | 1992年6月28日 | 136:57 | 古巴     | +79  |
| 預賽第2場 | 1992年6月29日 | 105:61 | 加拿大   | +44  |
| 預賽第3場 | 1992年6月30日 | 112:52 | 巴拿马   | +60  |
| 預賽第4場 | 1992年7月1日  | 128:87 | 阿根廷   | +41  |
| 準決賽    | 1992年7月3日  | 119:81 | 波多黎各 | +38  |
| 冠軍賽    | 1992年7月5日  | 127:80 | 委內瑞拉 | +47  |

### 1992年巴塞隆拿奧運會戰績
| 賽事      | 日期          | 比分   | 對方     | 分差 |
| --------- | ------------- | ------ | -------- | ---- |
| 預賽第1場 | 1992年7月26日 | 116:48 | 安哥拉   | +68  |
| 預賽第2場 | 1992年7月27日 | 103:70 |          | +33  |
| 預賽第3場 | 1992年7月29日 | 111:68 | 德国     | +43  |
| 預賽第4場 | 1992年7月31日 | 127:83 | 巴西     | +44  |
| 預賽第5場 | 1992年8月2日  | 122:81 | 西班牙   | +41  |
| 半準決賽  | 1992年8月4日  | 115:77 | 波多黎各 | +38  |
| 準決賽    | 1992年8月6日  | 127:76 | 立陶宛   | +51  |
| 金牌戰    | 1992年8月8日  | 117:85 |          | +32  |

## 1994年世界男篮锦标赛
梦二队是为参加1994年在加拿大安大略省的多伦多举行的世界篮球锦标赛选拔的。为了展示与1992年奥运会不同的明星，球队中的成员都是新面孔。由于大多是NBA的年轻球员，他们对球迷的吸引力不如他们的前辈，不过美国队的统治力依然一如既往。
由金州勇士的主教练唐·尼尔森（Don Nelson）挂帅的美国队在世锦赛中在決賽137比91轻而易举地获得了金牌，贏得隊史的第3座世界籃球錦標賽冠軍。

### 1994年世錦賽球员名单
1. ↑  最初名單由以賽亞·湯瑪斯入選，但後來因傷無法上陣而退出，最終改由凯文·约翰逊遞補入選。

### 1994年世界男籃錦標賽戰績
| 賽事      | 日期          | 比分    | 對方     | 分差 |
| --------- | ------------- | ------- | -------- | ---- |
| 預賽第1場 | 1994年8月4日  | 115:100 | 西班牙   | +15  |
| 預賽第2場 | 1994年8月5日  | 132:77  | 中國     | +55  |
| 預賽第3場 | 1994年8月7日  | 105:82  | 巴西     | +23  |
| 複賽第1場 | 1994年8月9日  | 130:74  |          | +56  |
| 複賽第2場 | 1994年8月10日 | 134:83  | 波多黎各 | +51  |
| 複賽第3場 | 1994年8月12日 | 111:94  | 俄羅斯   | +17  |
| 準決賽    | 1994年8月13日 | 97:58   | 希腊     | +39  |
| 冠軍賽    | 1994年8月14日 | 137:91  | 俄羅斯   | +46  |

## 1996年亚特兰大奥运会
「梦三队」是为参加在美国本土乔治亚州亚特兰大举行的1996年夏季奥运会组建的。虽然队中的明星没有梦一队那么耀眼，主要由於當年聲勢如日中天的迈克尔·乔丹婉拒參賽，不过美国队網羅當時NBA聯盟其他正处顛峰之年的巨星，且陣中12人全為現役職業球星，包括五位MVP級的好手，陣容仍十分豪華。美国队囊括當年NBA「三大中鋒」奥拉朱旺、罗宾逊、奥尼尔，再加上史上最佳大前鋒之一马龙、巴克利，禁區人手、戰力足以媲美1992年代表隊。加上當年NBA聯盟頂尖防守球員皮蓬、佩顿，本隊乃以防守見長；雖在平均得分、勝分方面表現不及1992、1994兩代表隊耀眼，但平均失分更創新低。美国队在1996年奥运会上独步天下，每场比赛都赢下超过20分，最後在决赛中他们以95-69战胜南斯拉夫夺得金牌。主教练莱尼·威尔肯斯让本国的球迷在主场看到了精彩的比赛，满足了他们的愿望。

### 1996年奥运会球员名单
1. ↑  最初名單由格伦·罗宾逊入選，但後來因傷無法上陣而退出，最終改由加里·佩顿遞補入選。

### 1996年亚特兰大奥运会戰績
| 賽事      | 日期          | 比分   | 對方                 | 分差 |
| --------- | ------------- | ------ | -------------------- | ---- |
| 預賽第1場 | 1996年7月20日 | 96:68  | 阿根廷               | +28  |
| 預賽第2場 | 1996年7月22日 | 87:54  | 安哥拉               | +33  |
| 預賽第3場 | 1996年7月24日 | 104:82 | 立陶宛               | +26  |
| 預賽第4場 | 1996年7月26日 | 133:70 | 中國                 | +63  |
| 預賽第5場 | 1996年7月28日 | 102:71 |                      | +31  |
| 半準決賽  | 1996年7月30日 | 98:75  | 巴西                 | +23  |
| 準決賽    | 1996年7月20日 | 101:73 |                      | +28  |
| 金牌戰    | 1996年7月20日 | 95:69  | 塞爾維亞與蒙特內哥羅 | +26  |

## 1998年世界男篮锦标赛
参加1998年在希腊雅典世界篮球锦标赛的美国男篮并不能算作梦之队，因为其中没有一名NBA现役球员。由于当时劳资纠纷引发了罢工，NBA球员没有一个能够被准许参加比赛。这支不被看好的队伍中，球员大多来自小联盟大陆篮球协会（Continental Basketball Association），他们最终获得了銅牌，就球员的实力而言取得这样的成绩已属不易。

### 1998年世界男籃錦標賽戰績
| 賽事      | 日期          | 比分  | 對方   | 分差 |
| --------- | ------------- | ----- | ------ | ---- |
| 預賽第1場 | 1998年7月29日 | 83:59 | 巴西   | +24  |
| 預賽第2場 | 1998年7月30日 | 82:84 | 立陶宛 | -2   |
| 預賽第3場 | 1998年7月31日 | 88:68 |        | +20  |
| 複賽第1場 | 1998年8月2日  | 87:74 | 阿根廷 | +13  |
| 複賽第2場 | 1998年8月3日  | 75:73 | 西班牙 | +2   |
| 複賽第3場 | 1998年8月4日  | 96:78 |        | +18  |
| 半準決賽  | 1998年8月7日  | 80:77 | 義大利 | +3   |
| 準決賽    | 1998年8月8日  | 64:66 | 俄羅斯 | -2   |
| 季軍賽    | 1998年8月9日  | 84:61 | 希腊   | +23  |

## 2000年悉尼奥运会
由於在1998年NBA的勞資糾紛引發了罷工，在未有NBA球員出戰世界男籃錦標賽的情況下，最終只獲得銅牌，未能取得出戰悉尼奥运会的參賽資格。因此，美國隊必須參加1999年美洲籃球錦標賽，並且必須取得前兩名才可獲得奧運參賽資格。
自1990年代后期起，越来越多美国外的其他国家的球员成为了NBA赛场上的巨星，这些国家的篮球也渐渐吸引了人们的注意力。因此，美国队担负起了维护美国篮球尊严的任务。这支球队再次由NBA球员组成，虽然其中有数名超级巨星，不过也有不少球员只能算二流。美国队在主教练鲁迪·汤姆贾诺维奇（Rudy Tomjanovich）的率领下参加了在悉尼举行的2000年奥运会。他们的前两战都是大胜，不过之后对手与他们的分差越来越小。小组赛中85-76胜立陶宛是美國隊第一次没有以两位数优势战胜对手。对美国队最大的震动是他们在半决赛中如履薄冰地以85-83两分之差战胜立陶宛。如果不是立陶宛球星沙鲁纳斯·亚西克维丘斯（Sarunas Jasikevicius）没有投中终场前的压哨三分，梦四队甚至会折戟半决赛。美国队在决赛中也只是以85-75小胜法国，获得了金牌。虽然美国队在2000年奥运会上卫冕成功，但是也正是从此开始，美国队开始褪去天下无敌的光环。值得一提的是，在对上法国的比赛中，一次中距离投篮未进让法国抢到篮板球，但随即被文斯·卡特（Vince Carter）抢断，面对前方7呎2吋的中锋弗雷德里克·維斯（Fredric Weis），卡特直接跳越过了魏斯，完成了一个惊天的暴扣。

### 1999年美洲籃球錦標賽戰績
| 賽事      | 日期          | 比分   | 對方     | 分差 |
| --------- | ------------- | ------ | -------- | ---- |
| 預賽第1場 | 1999年7月15日 | 118:72 | 乌拉圭   | +46  |
| 預賽第2場 | 1999年7月16日 | 94:60  | 加拿大   | +34  |
| 預賽第3場 | 1999年7月17日 | 103:72 | 阿根廷   | +31  |
| 預賽第4場 | 1999年7月18日 | 88:52  | 古巴     | +33  |
| 複賽第1場 | 1999年7月19日 | 107:71 |          | +36  |
| 複賽第2場 | 1999年7月20日 | 90:73  | 巴西     | +17  |
| 複賽第3場 | 1999年7月21日 | 83:61  | 委內瑞拉 | +22  |
| 複賽第4場 | 1999年7月22日 | 115:76 | 波多黎各 | +39  |
| 準決賽    | 1999年7月24日 | 88:59  | 阿根廷   | +29  |
| 冠軍賽    | 1999年7月25日 | 92:66  | 加拿大   | +26  |

### 2000年悉尼奥运会戰績
| 賽事      | 日期          | 比分   | 對方   | 分差 |
| --------- | ------------- | ------ | ------ | ---- |
| 預賽第1場 | 2000年9月17日 | 119:72 | 中國   | +47  |
| 預賽第2場 | 2000年9月19日 | 93:61  | 義大利 | +32  |
| 預賽第3場 | 2000年9月21日 | 85:76  | 立陶宛 | +9   |
| 預賽第4場 | 2000年9月23日 | 102:56 | 新西兰 | +46  |
| 預賽第5場 | 2000年9月25日 | 106:94 | 法國   | +12  |
| 半準決賽  | 2000年9月28日 | 85:70  | 俄羅斯 | +15  |
| 準決賽    | 2000年9月29日 | 85:83  | 立陶宛 | +2   |
| 金牌戰    | 2000年10月1日 | 85:75  | 法國   | +10  |

## 2002年世界男篮锦标赛
这支美国队是为2002年在美国印第安纳波利斯举行的世界篮球锦标赛组建的。在主教练乔治·卡尔（George Karl）的指挥下，这支球队竟然只获得了第六的名次，这也是以NBA球员为班底的美国男篮第一次在国际大赛中使冠军旁落。与2000年不同，许多NBA顶级球员拒绝为国效力，所以美国篮协只得选择以二線球员为主参加比赛。   

### 2002年世界男籃錦標賽戰績
| 賽事           | 日期          | 比分   | 對方                 | 分差 |
| -------------- | ------------- | ------ | -------------------- | ---- |
| 預賽第1場      | 2002年8月29日 | 110:60 | 阿尔及利亚           | +50  |
| 預賽第2場      | 2002年8月30日 | 104:87 | 德国                 | +17  |
| 預賽第3場      | 2002年8月31日 | 84:65  | 中國                 | +19  |
| 複賽第1場      | 2002年9月2日  | 106:82 | 俄羅斯               | +24  |
| 複賽第2場      | 2002年9月3日  | 110:62 | 新西兰               | +48  |
| 複賽第3場      | 2002年9月3日  | 80:87  | 阿根廷               | -7   |
| 半準決賽       | 2002年9月5日  | 78:81  | 塞爾維亞與蒙特內哥羅 | -3   |
| 第5至8名附加賽 | 2002年9月6日  | 84:74  | 波多黎各             | +10  |
| 第5名排名賽    | 2002年9月7日  | 75:81  | 西班牙               | -6   |

## 2004年雅典奥运会
由於2002年世錦賽排名不佳，美國必須參加2003年的美洲籃球錦標賽（即2004年夏季奥运会美洲区预选赛），贏得前三名才能取得奧運參賽資格。受到上一年慘敗的刺激，許多NBA一流球星配合參賽，轻松获得了预选赛第一名，同时也取得了在次年夏天进军希腊雅典的资格。  
不过，這個在2003年美洲杯赛重振美國男籃聲勢的陣容很快就分崩离析了。出于安全原因，12名球员中有10人选择不去雅典比赛。美国篮协只得寻找替代人选，最终经过修补的美國队陣容與原本大異，只有兩位MVP級的巨星蒂姆·邓肯（Tim Duncan）和艾倫·艾佛森（Allen Iverson）未曾更動。虽然由于班底是NBA球员，然而该队的表现不尽如人意，也有一些媒体称之为“梦魇队”（"Nightmare Team"）。
在奥运会前，美国队就在德国科隆被意大利大胜17分；而两天后还是在科隆，美国队靠着艾倫·艾佛森的超大号压哨三分才終結与德国的奧運熱身赛。這讓世界各國第一次发现，美国队原来如此不堪一击。美国人的实力在2004年8月15日的雅典得到了验证，波多黎各在雅典奥运会的揭幕战中以92-73大胜美国队。这是美国男篮在奥运会历史上第三次输球。波多黎各球星卡洛斯·阿罗约（Carlos Arroyo）掀起的进攻狂潮表明，国际篮球已经赶上了美国篮球的步伐。    
在险胜希腊和澳大利亚之后，美国男篮输给了立陶宛。此时他们在奥运会中2胜2负。四年前错失反败为胜的压哨三分机会的沙鲁纳斯·亚西克维丘斯这次为立陶宛狂取28分。由于以89-53大胜安哥拉，美国队得以通过小分优势以小组第四名出线，这是该组种子队中排名最低的。在四分之一决赛中，面对之前保持全胜西班牙，美国人在场上表现出了优势。凭借斯蒂芬·马布里﹙Stephon Marbury﹚的31分，美国队以102-94战胜了西班牙人，把他们排除出争夺奖牌的行列。    
不过比赛中的一些迹象表明，美国队可能在之后输球。果然在半决赛中他们被阿根廷以89-81淘汰出局，彻底断绝了他们争夺金牌的希望。之后美国队在铜牌争夺战中以104-96战胜立陶宛，结束了他们的奥运会之旅。这是美国男篮在奥运会历史上第二次没有获得金牌。2004年前，美国男篮在奥运会中只输了2场，而这一次他们一届比赛就输掉了3场。

### 2003年美洲籃球錦標賽球员名单
1. ↑  最初名單由卡爾·馬龍入選，但後來因傷無法上陣而退出，最終改由凯尼恩·马丁遞補入選。

### 2003年美洲籃球錦標賽戰績
| 賽事      | 日期          | 比分   | 對方           | 分差 |
| --------- | ------------- | ------ | -------------- | ---- |
| 預賽第1場 | 2003年8月20日 | 110:76 | 巴西           | +34  |
| 預賽第2場 | 2003年8月21日 | 111:73 |                | +38  |
| 預賽第3場 | 2003年8月22日 | 98:68  | 委內瑞拉       | +30  |
| 預賽第4場 | 2003年8月23日 | 113:55 | 美屬維爾京群島 | +58  |
| 複賽第1場 | 2003年8月25日 | 111:71 | 加拿大         | +40  |
| 複賽第2場 | 2003年8月26日 | 94:86  | 阿根廷         | +8   |
| 複賽第3場 | 2003年8月27日 | 96:69  | 墨西哥         | +27  |
| 複賽第4場 | 2003年8月28日 | 91:65  | 波多黎各       | +26  |
| 準決賽    | 2003年8月30日 | 87:71  | 波多黎各       | +16  |
| 冠軍賽    | 2003年8月31日 | 106:73 | 阿根廷         | +33  |

### 2004年雅典奥运会戰績
| 賽事      | 日期          | 比分   | 對方     | 分差 |
| --------- | ------------- | ------ | -------- | ---- |
| 預賽第1場 | 2004年8月15日 | 73:92  | 波多黎各 | -19  |
| 預賽第2場 | 2004年8月17日 | 77:71  | 希腊     | +6   |
| 預賽第3場 | 2004年8月19日 | 89:79  |          | +10  |
| 預賽第4場 | 2004年8月21日 | 90:94  | 立陶宛   | -4   |
| 預賽第5場 | 2004年8月23日 | 89:53  | 安哥拉   | +36  |
| 半準決賽  | 2004年8月26日 | 102:94 | 西班牙   | +8   |
| 準決賽    | 2004年8月27日 | 81:89  | 阿根廷   | -8   |
| 季軍賽    | 2004年8月28日 | 104:96 | 立陶宛   | +8   |

## 2006年世界男篮锦标赛
針對先前因賽前準備及臨戰人手不足，以致無法發揮應有戰力，導致美國國家男籃代表隊在國際大賽成績不彰的教訓，美國籃球當局改弦更張，決定以超額選拔、長期培訓方式組成美國國家男籃代表隊，備戰2008年北京奧運。這將是美國首度以同一支隊伍參加世錦賽及奧運男籃賽，並將成為歷來成軍時間最長的美国队。最初遴選的廿五名選手，在賽前數月已有數名因故陸續退出培訓隊；再經過在中國、韓國多場練習賽的測試，最後決定出十二名美國國家男籃代表隊名單參加2006年8月由日本主辦的世界男子籃球錦標賽。
本屆世錦賽預賽與中國、義大利、波多黎各、塞內加爾，以及斯洛文尼亚分在同組，以五戰全勝之姿晉級。十六強複賽輕取澳洲後，八強戰战胜德國隊，但在四强赛中不敌希腊，再次失去争夺世锦赛冠军的资格。最终美國队在三、四名决赛中战胜阿根廷队获得季军。

### 2006年世界男籃錦標賽戰績
| 賽事      | 日期          | 比分    | 對方       | 分差 |
| --------- | ------------- | ------- | ---------- | ---- |
| 預賽第1場 | 2006年8月19日 | 111:100 | 波多黎各   | +11  |
| 預賽第2場 | 2006年8月20日 | 121:90  | 中國       | +31  |
| 預賽第3場 | 2006年8月22日 | 114:95  | 斯洛維尼亞 | +19  |
| 預賽第4場 | 2006年8月23日 | 94:85   | 義大利     | +9   |
| 預賽第5場 | 2006年8月24日 | 103:58  | 塞内加尔   | +45  |
| 淘汰賽    | 2006年8月27日 | 113:73  |            | +40  |
| 半準決賽  | 2006年8月30日 | 85:65   | 德国       | +20  |
| 準決賽    | 2006年9月1日  | 95:101  | 希腊       | -6   |
| 季軍賽    | 2006年9月2日  | 96:81   | 阿根廷     | +15  |

## 2008年北京奥运会
為備戰2008年北京奧運及補充球員數目。於2006-07 NBA賽季再次增兵，並在2007年美洲籃球錦標賽奪冠，取得2008年奧運會參賽資格。本次參賽球員名單亦新加入了科比·布莱恩特，這次是他首次正式代表国家队出场，此舉有助增强队伍的实力，尤其是大大增强了团队的精神凝聚力，使众巨星可以更好的合作。「夢八隊」也被譽為「夢一隊」之後最強的一屆美國男籃。

### 2007年美洲籃球錦標賽戰績
| 賽事      | 日期          | 比分    | 對方           | 分差 |
| --------- | ------------- | ------- | -------------- | ---- |
| 預賽第1場 | 2007年8月22日 | 112:69  | 委內瑞拉       | +43  |
| 預賽第2場 | 2007年8月23日 | 123:59  | 美屬維爾京群島 | +64  |
| 預賽第3場 | 2007年8月25日 | 113:63  | 加拿大         | +50  |
| 預賽第4場 | 2007年8月26日 | 113:76  | 巴西           | +37  |
| 複賽第1場 | 2007年8月27日 | 127:100 | 墨西哥         | +27  |
| 複賽第2場 | 2007年8月28日 | 117:78  | 波多黎各       | +39  |
| 複賽第3場 | 2007年8月29日 | 118:79  | 乌拉圭         | +39  |
| 複賽第4場 | 2007年8月30日 | 91:76   | 阿根廷         | +15  |
| 準決賽    | 2007年9月1日  | 135:91  | 波多黎各       | +44  |
| 冠軍賽    | 2007年9月2日  | 118:81  | 阿根廷         | +37  |

### 2008年北京奥运会戰績
| 賽事      | 日期          | 比分    | 對方   | 分差 |
| --------- | ------------- | ------- | ------ | ---- |
| 預賽第1場 | 2008年8月10日 | 101:70  | 中國   | +31  |
| 預賽第2場 | 2008年8月12日 | 97:76   | 安哥拉 | +21  |
| 預賽第3場 | 2008年8月14日 | 92:69   | 希腊   | +23  |
| 預賽第4場 | 2008年8月16日 | 119:82  | 西班牙 | +37  |
| 預賽第5場 | 2008年8月18日 | 106:57  | 德国   | +49  |
| 半準決賽  | 2008年8月20日 | 116:85  |        | +31  |
| 準決賽    | 2008年8月22日 | 101:81  | 阿根廷 | +20  |
| 金牌戰    | 2008年8月24日 | 118:107 | 西班牙 | +11  |

## 2010年世界男篮锦标赛
在2008年奧運會奪得金牌後，一眾球星都認為為國出征並不能增添薪金或者廣告收入，反而會增加受傷的風險，所以相繼選擇退出國家隊。美國籃總決定開始進行重建。本屆世錦賽以年輕球員為主力，當中曾經入選全明星的球員只有昌西·比卢普斯、凯文·杜兰特和德里克·罗斯。在開賽前「夢九隊」被外界看低，認為他們欠缺射手和內線空虛，難以對抗歐洲列強。最終美國隊九戰全勝，成功拿下了2010年的世錦賽冠軍。

### 2010年世界男籃錦標賽戰績
| 賽事      | 日期          | 比分   | 對方       | 分差 |
| --------- | ------------- | ------ | ---------- | ---- |
| 預賽第1場 | 2010年8月28日 | 106:78 |            | +28  |
| 預賽第2場 | 2010年8月29日 | 99:77  | 斯洛維尼亞 | +22  |
| 預賽第3場 | 2010年8月30日 | 70:68  | 巴西       | +2   |
| 預賽第4場 | 2010年9月1日  | 88:51  | 伊朗       | +37  |
| 預賽第5場 | 2010年9月2日  | 92:57  | 突尼西亞   | +35  |
| 淘汰賽    | 2010年9月6日  | 121:66 |            | +55  |
| 半準決賽  | 2010年9月9日  | 89:79  | 俄羅斯     | +10  |
| 準決賽    | 2010年9月11日 | 89:74  | 立陶宛     | +15  |
| 冠軍賽    | 2010年9月12日 | 81:64  | 土耳其     | +17  |

## 2012年伦敦奥运会
2012年1月，美國國家男子籃球隊公佈出戰奥运会的初步20人名單，當中有7人後來因傷無緣最終名單和有1人主動放棄出戰奧運的資格。最終「夢十隊」的12人球員名單當中有五人是曾参加过2008年北京奥运的奪金老臣，另外五人則是曾参加过2010年世锦赛的奪冠新人。除此以外，本屆入選名單亦有兩名球員是首次代表国家队参加主要国际赛事。而「夢十隊」亦是老將科比·布莱恩特最後一次代表美國男籃出戰奧運會。賽前，美國國家男子籃球隊再次被外界普遍認為這支「夢十隊」的內線身高偏矮，也許未能對抗歐洲一眾強大內線。最終美國男籃在倫敦奧運以八戰全勝的成績獲得冠軍，成功衛冕金牌，並在預賽對陣尼日利亞隊的比賽中拿下156分，創下奧運籃球賽事史上最大得分紀錄。

### 2012年奥运会球员名单
1. ↑  最初名單由布莱克·格里芬入選，但後來因意外受傷(左膝蓋軟骨撕裂，將進行手術）而退隊，最終改由安東尼·戴維斯遞補入選。

### 2012年伦敦奥运会战绩
| 賽事      | 日期          | 比分    | 對方     | 分差 |
| --------- | ------------- | ------- | -------- | ---- |
| 預賽第1場 | 2012年7月29日 | 98:71   | 法國     | +27  |
| 預賽第2場 | 2012年7月31日 | 110:63  | 突尼西亞 | +47  |
| 預賽第3場 | 2012年8月2日  | 156:73  | 奈及利亞 | +83  |
| 預賽第4場 | 2012年8月4日  | 99:94   | 立陶宛   | +5   |
| 預賽第5場 | 2012年8月6日  | 126:97  | 阿根廷   | +29  |
| 半準決賽  | 2012年8月8日  | 119:86  |          | +33  |
| 準決賽    | 2012年8月10日 | 109:83  | 阿根廷   | +26  |
| 金牌戰    | 2012年8月12日 | 107:100 | 西班牙   | +7   |

## 2014年世界盃籃球賽
由美國著名教練迈克·沙舍夫斯基（外號K教練）帶領下，由眾多NBA全明星球員組成「夢十一隊」參加2014年西班牙世界盃籃球賽。最終美國隊以九戰全勝，贏得隊史的第五座世界籃球錦標賽冠軍。

### 2014年世界盃籃球賽戰績
| 賽事      | 日期          | 比分   | 對方       | 分差 |
| --------- | ------------- | ------ | ---------- | ---- |
| 預賽第1場 | 2014年8月30日 | 114:55 | 芬兰       | +59  |
| 預賽第2場 | 2014年8月31日 | 98:77  | 土耳其     | +21  |
| 預賽第3場 | 2014年9月2日  | 98:71  | 新西兰     | +27  |
| 預賽第4場 | 2014年9月3日  | 106:71 |            | +35  |
| 預賽第5場 | 2014年9月4日  | 95:71  | 乌克兰     | +24  |
| 淘汰賽    | 2014年9月6日  | 86:63  | 墨西哥     | +23  |
| 半準決賽  | 2014年9月9日  | 119:76 | 斯洛維尼亞 | +43  |
| 準決賽    | 2014年9月11日 | 96:68  | 立陶宛     | +28  |
| 冠軍賽    | 2014年9月14日 | 129:92 | 塞爾維亞   | +37  |

## 2016年里約奧運會
由於願意出戰里約奧運會的球員們為數眾多，為了讓美國男籃總經理傑里·科朗格洛及主帥迈克·沙舍夫斯基篩選出最終的12人大名單，據報道初選名單球員都被要求參加下個月的集訓。最終在2016年6月25日公佈出戰里約奧運的最終12人名單。美國「夢十二隊」為連續奪得第三枚奧運會男籃比賽的金牌而奮戰，而在名單當中只有凯文·杜兰特和卡梅隆·安东尼有參加過奧運會比賽的經驗。球隊最後以全勝姿態勝下里約奧運會金牌。

### 2016年里約奥运会战绩
| 賽事      | 日期          | 比分   | 對方     | 分差 |
| --------- | ------------- | ------ | -------- | ---- |
| 預賽第1場 | 2016年8月6日  | 119:62 | 中國     | +57  |
| 預賽第2場 | 2016年8月8日  | 113:69 | 委內瑞拉 | +44  |
| 預賽第3場 | 2016年8月10日 | 98:88  |          | +10  |
| 預賽第4場 | 2016年8月12日 | 94:91  | 塞爾維亞 | +3   |
| 預賽第5場 | 2016年8月14日 | 100:97 | 法國     | +3   |
| 半準決賽  | 2016年8月17日 | 105:78 | 阿根廷   | +27  |
| 準決賽    | 2016年8月19日 | 82:76  | 西班牙   | +6   |
| 金牌戰    | 2016年8月21日 | 96:66  | 塞爾維亞 | +30  |

## 2019年世界杯籃球賽
由於大部分國家隊主力傾向備戰新賽季或拒絕參加世界杯籃球賽，導致這次出戰的球員是歷屆星度最低，是繼2004年雅典奥运会2006年世錦賽後再次遭受到各個歐美球隊挑戰。美国隊的主教練是圣安东尼奥马刺教練格格雷格·波波维奇（Gregg Popovich）。
在世界盃美国队在中国北京碰上首次進軍世界盃的捷克以88-67大胜21分；而两天后是在上海市東方體育中心，面對土耳其差點翻船，幸好延長賽賽土耳其4罰皆失，延長賽賽93-92险胜。在险胜土耳其之后，美国男篮毫無意外戰勝日本。此时他们在世界盃中3胜0负晉級，第二輪跟希臘和巴西爭取八強資格，先以69-53在焦土戰勝出，面對巴西一路糾纏，第四節的一波帶走89-73獲勝。    
在半準決賽中，面对擁有鲁迪·戈贝尔﹙Rudy Gobert﹚坐鎮禁區的法國，美国在场上討不到便宜。儘管多诺万·米切尔有29分進帳，最終79:89首次在世界盃輸給法國，將在排名賽碰上塞爾維亞。在對塞爾維亞美国開局不理想，讓塞爾維亞打出單節32-7的比分，到了第二節美國隊回穩33-14攻勢與塞爾維亞半場打完4分落後，下半場一度被拉開分差後再度追進，最終89:94輸塞爾維亞，也是美國隊參加世界杯以來最差名次。對波蘭美国開局雖然不錯，始終一直拉不開，到了第三節美國隊被波蘭單節16-25攻勢被追到8分差，第四節總算回穩，最終87:74勝波蘭，美國隊拿到世界杯第七名。但仍得以晉級奧運會。

### 2019年世界盃籃球賽戰績
| 排名 | 隊伍     | 賽 | 勝 | 負 | 得  | 失  | 差  | 分 | 獲得資格            |
| ---- | -------- | -- | -- | -- | --- | --- | --- | -- | ------------------- |
| 1    | 美国 (S) | 3  | 3  | 0  | 279 | 204 | +75 | 6  | 晉級複賽            |
| 2    | 捷克     | 3  | 2  | 1  | 247 | 240 | +7  | 5  | 晉級複賽            |
| 3    | 土耳其   | 3  | 1  | 2  | 254 | 251 | +3  | 4  | 轉戰17至 32名排名賽 |
| 4    | 日本     | 3  | 0  | 3  | 188 | 273 | −85 | 3  | 轉戰17至 32名排名賽 |

| 排名 | 隊伍     | 賽 | 勝 | 負 | 得  | 失  | 差   | 分 | 獲得資格   |
| ---- | -------- | -- | -- | -- | --- | --- | ---- | -- | ---------- |
| 1    | 美国 (S) | 5  | 5  | 0  | 437 | 330 | +107 | 10 | 晉級淘汰賽 |
| 2    | 捷克     | 5  | 3  | 2  | 417 | 395 | +22  | 8  | 晉級淘汰賽 |
| 3    | 希腊     | 5  | 3  | 2  | 403 | 382 | +21  | 8  |            |
| 4    | 巴西     | 5  | 3  | 2  | 409 | 427 | −18  | 8  |            |

| 賽事           | 日期          | 比分       | 對方     | 分差 |
| -------------- | ------------- | ---------- | -------- | ---- |
| 預賽第1場      | 2019年9月1日  | 88:67      | 捷克     | +21  |
| 預賽第2場      | 2019年9月3日  | 93:92 (OT) | 土耳其   | +1   |
| 預賽第3場      | 2019年9月5日  | 98:45      | 日本     | +53  |
| 複賽第1場      | 2019年9月7日  | 69:53      | 希腊     | +16  |
| 複賽第2場      | 2019年9月9日  | 89:73      | 巴西     | +16  |
| 半準決賽       | 2019年9月11日 | 79:89      | 法國     | -10  |
| 第5至8名附加賽 | 2019年9月12日 | 89:94      | 塞爾維亞 | -5   |
| 第7名排名賽    | 2014年9月14日 | 87:74      | 波蘭     | +13  |

| 排名 | 隊伍     | 賽 | 分 |
| ---- | -------- | -- | -- |
| 5    | 塞爾維亞 | 8  | 14 |
| 6    | 捷克     | 8  | 12 |
| 7    | 美国 (S) | 8  | 14 |
| 8    | 波蘭     | 8  | 12 |
|      |          |    |    |
| 9    | 立陶宛   | 5  | 8  |

## 2020年東京奧運會
美國國家男子籃球隊在2019年世界盃籃球賽上雖然只取得了第七名，但仍憑着美洲區國家前2名的位置，直接獲得東京奧運資格。2020年4月，美國男子籃球隊公佈了2020年夏季奧林匹克運動會的44名球員的初步入圍名單，但由於2019冠状病毒病，奧運會於2020年3月24日宣佈推遲到2021年，美國男籃將入圍名單增加至57名球員。最終球隊取決於球員的健康狀況和可用性而選定出戰奧運會的12人名單。这支「梦十四」當中只有凯文·杜兰特、卓雷蒙·格林、克里斯·米德尔顿和傑森·塔圖姆曾經出戰奧運會或世界盃，其餘八名球員都没有国际大赛经验，因此出戰在FIBA规则下的奧運會，这些球员不一定能夠打出自己在NBA的表现。
在奥运会小组赛阶段，美国队出师不利首战以76-83输给了法国队。随后，美国队接连战胜伊朗队、捷克队，顺利闯入淘汰赛阶段。1/4决赛中，美国队95-81淘汰西班牙队。而后，美国队在半决赛中以97-78大胜澳大利亚队，闯入决赛。决赛中，美国队成功复仇法国队以87-82获胜，成功卫冕。

### 2020年奥运会球员名单
1. ↑  最初名單由布萊德利·比爾入選，但布萊德利·比爾在進行了三場熱身賽後觸發美國男籃訓練營的健康與安全協議，最終改由凱爾登·約翰遜遞補入選。
2. ↑  最初名單由凯文·乐福入選，但由於他的右小腿傷患仍未完全康復而選擇退出比賽，最終改由贾维尔·麦基遞補入選。

### 2020年東京奧運會戰績
| 賽事      | 日期          | 比分   | 對方   | 分差 |
| --------- | ------------- | ------ | ------ | ---- |
| 預賽第1場 | 2021年7月25日 | 76:83  | 法國   | -7   |
| 預賽第2場 | 2021年7月28日 | 120:66 | 伊朗   | +54  |
| 預賽第3場 | 2021年7月31日 | 119:84 | 捷克   | +35  |
| 半準決賽  | 2021年8月3日  | 95:81  | 西班牙 | +14  |
| 準決賽    | 2021年8月5日  | 97:78  |        | +19  |
| 金牌戰    | 2021年8月7日  | 87:82  | 法國   | +5   |

## 2023年世界盃籃球賽
2022年美洲盃籃球賽，美国篮协并未安排「梦之队」出战，而是以NBA发展联盟球员为班底组建了一支球队。美国队连胜3场闯入4强赛。半决赛，美国队以73-82不敌阿根廷队。随后的季军争夺战，美国队以84-80险胜加拿大队，順利取得世界盃籃球賽的參賽資格。
为了备战2023年世界盃籃球賽及2024年巴黎奥运会，美国队于2021年12月宣布换帅，由金州勇士主教练史蒂夫·科尔取代圣安东尼奥马刺主教练格雷格·波波维奇担任美国队主教练，执教时间为2022年至2024年。

### 球員名單
| 賽事      | 日期          | 比分    | 對方       | 分差 |
| --------- | ------------- | ------- | ---------- | ---- |
| 預賽第1場 | 2023年8月26日 | 99:72   | 新西兰     | +27  |
| 預賽第2場 | 2023年8月28日 | 109:81  | 希腊       | +28  |
| 預賽第3場 | 2023年8月30日 | 110:62  | 约旦       | +48  |
| 複賽第1場 | 2023年9月1日  | 85:73   | 蒙特內哥羅 | +12  |
| 複賽第2場 | 2023年9月3日  | 104:110 | 立陶宛     | -6   |
| 半準決賽  | 2023年9月5日  | 100:63  | 義大利     | +37  |
| 準決賽    | 2023年9月8日  | 111:113 | 德国       | -2   |
| 季軍戰    | 2023年9月10日 | 118:127 | 加拿大     | -9   |

## 2024年巴黎奧運會
美國國家男子籃球隊在2023年世界盃籃球賽上雖然只取得了第四名，但仍憑着美洲區國家前2名的位置，直接獲得巴黎奧運資格。2024年1月，美國男子籃球隊公佈了2024年夏季奧林匹克運動會的41名球員的初步入圍名單。在4月中確定最終12人名單，由勒布朗·詹姆斯(39歲)、史蒂芬·柯瑞(36歲)、凱文·杜蘭特(35歲)等人所組成的復仇者聯盟。在七月初因科懷·雷納德傷勢疑慮退出，由波士頓塞爾提克後衛德瑞克·懷特接替。最終以全勝之姿成功衛冕奧運金牌，完成奧運五連霸，並且凱文·杜蘭特也拿下個人第四面奧運金牌。

### 2024年奧運會球員名單
1. ↑  最初名單由科懷·雷納德入選，但後來因傷勢疑慮而退隊，最終改由德瑞克·懷特遞補入選。

### 2024年巴黎奧運會戰績
| 賽事      | 日期          | 比分   | 對方     | 分差 |
| --------- | ------------- | ------ | -------- | ---- |
| 預賽第1場 | 2024年7月28日 | 110:84 | 塞爾維亞 | +26  |
| 預賽第2場 | 2024年7月31日 | 103:86 | 南蘇丹   | +17  |
| 預賽第3場 | 2024年8月3日  | 104:83 | 波多黎各 | +21  |
| 半準決賽  | 2024年8月6日  | 122:87 | 巴西     | +35  |
| 準決賽    | 2024年8月8日  | 95:91  | 塞爾維亞 | +4   |
| 金牌戰    | 2024年8月10日 | 98:87  | 法國     | +11  |